# عالم لوت

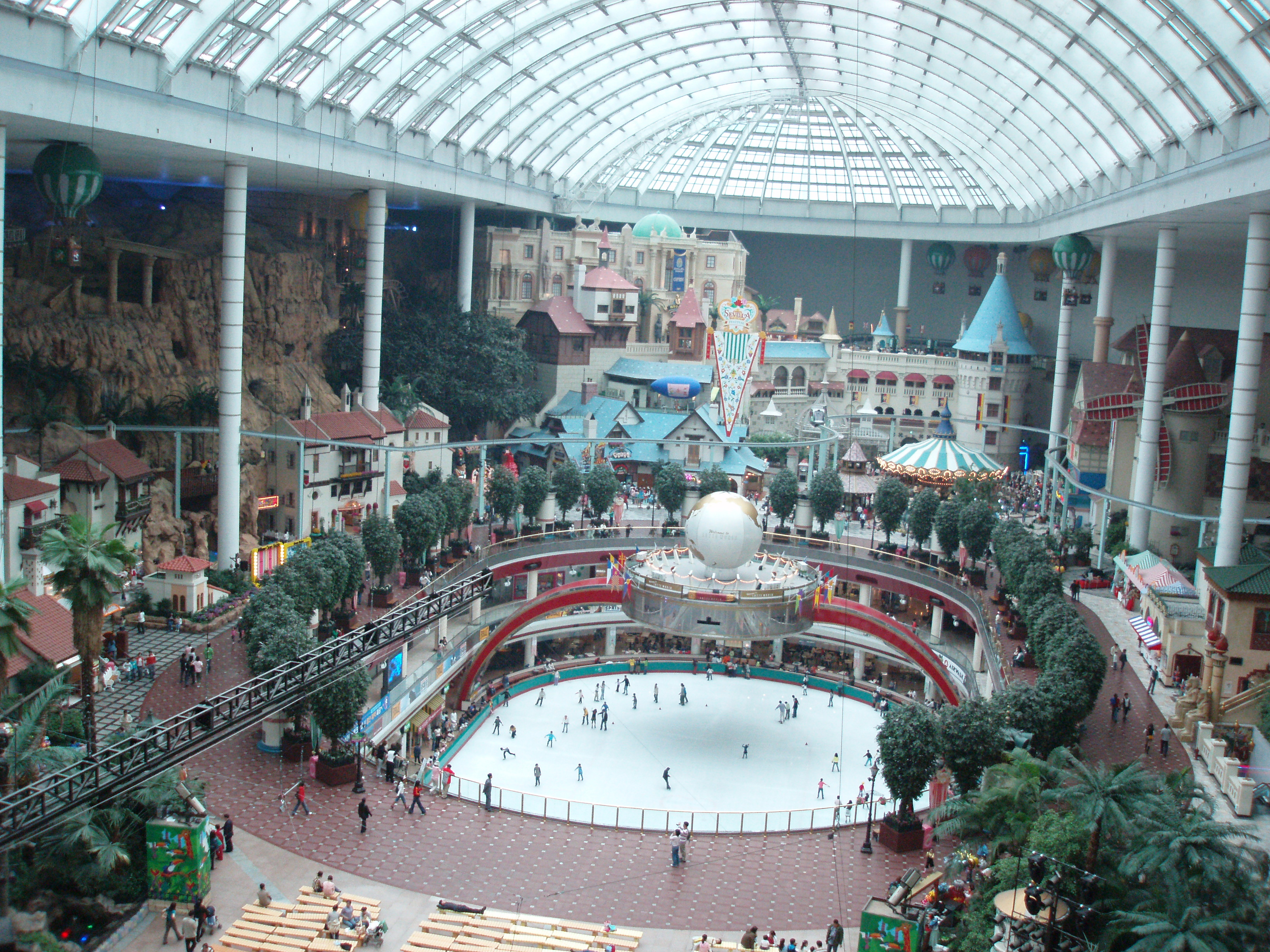
صورة داخلية لمنتزه الألعاب

عالم لوت أو (بالإنجليزية: Lotte World)-(بالكورية: 롯데월드) مجمع للألعاب في عاصمة كوريا الجنوبية سيول، وهو يتألف من قاعة كبيرة تحتوي على حديقة ألعاب داخلية، إضافة لمنتزه في الهواء الطلق، وفنادق ومحلات للتسوق، متحف كوري شعبي، منشآت رياضية ودور السينما، ويعتبر عالم لوت واحدا من أكبر منتزهات الألعاب في العالم، حيث يحتل الرتبة السابعة عالميا حسب إحصاء سنة 2002، افتتح المجمع يوم 12 يوليو 1989 ويتوافد عليه أكثر من 8 ملايين شخص سنويا، ويمكن الوصول إليه بسهولة من محطة جامسيل بالخط الثاني، ومحطة سيول من الخط الثامن.

## معلومات عامة
- عالم لوت كان المكان الأبرز لتصوير العديد من الأفلام والمسلسلات كالدراما الكورية Stairway to Heaven
- عالم لوت نظم المهرجان العالمي للبومب سنة 2006، ومشهور بالألعاب الرائعة التي يتوفر عليها كمغامرة الأتلانتيس والتراكس المائي، الجزيرة السحرية، البوصلة، الأرجوحة والقلعة السحرية.

يمثل الملاهي شخصيتان كرتونية هما (لوتي/lotty) الراكون الذكر وهو جالب الحظ لملاهي «لوتي ورلد» ولديه صديقته اسمها (لوري/lorry) وبالطبع هي راكون أنثى!. (كما هو الحال في ديزني لاند التي شعارها الفأرين «ميكي وميمي ماوس»)
تفتح المدينة الساعة: 9:30 صباحاً إلى 11:00 مساء.و تقع ملاهي «لوتي ورلد» للألعاب الترفيهية في حي «جامسيل» شرق العاصمة سيؤول وهي تقع أيضا بالقرب من محطة مترو «جامسيل» على الخط الثاني الأخضر، ومن ثم يمكن الوصول إليها بسهولة بواسطة مترو أنفاق سيؤول. ويتكون بناء «لوتي ورلد» من «ملاهي لوتي ورلد» و«مجمع لوتي» للتسوق و«فندق لوتي». وأما ملاهي «لوتي ورلد» فتنقسم إلى حديقتين: حديقة الترفيه الداخلية التي تسمى بـ«ثيم بارك» وحديقة الترفيه الخارجية التي تسمى بـ«أميوزمنت بارك».

## أميوزمنت بارك
تحوي الملاهي على جولات لكل أفراد العائلة، بدأً من جولات الترام الهادئة إلى القطارات السريعة المبهجة. بالأضافة إلى تلك الجولات، يحوي المكان على عدّة عروض ترفيهية تَعرض شخصيات مختلفة بملابس إستعراضية رائعة يتجولون بين الناس طوال اليوم. وبالطبع يوجد الكثير من الألعاب لجميع الفئات العمرية منها اللطيفة للأطفال والأخرى المرعبة للكبار!! مثل «جيرو دروب gyro drop» التي يصل طولها إلى 70 مترا وتستوعب 40 مقعدا في المرة الواحدة ويمكن أن نشعر بأن الجسم كأنه يعوم على المقعد حينما تنحدر بوتيرة تصل سرعته 94 كيلومترا في الساعة أي تستغرق سرعة الانحدار دقيقتين ونصف فقط. وهناك أيضا «جيرو سوينغ gyro swing» وهي عبارة عن دائرة تستوعب 40 مقعدا تدور وتلف بوتيرة سريعة وتنحدر عموديا في آن واحد. ويوجد كذلك «جيرو بونجي gyro bungee» وسيارة الموت المسماة بـ«أتلانتيس atlantis» وغيرها.

## المتحف الشعبي
قدم متحف «لوتي وورلد» الشعبي تجربة ممتازة عن تاريخ وثقافة كورية من خلال العروض الصغيرة عن الحياة الكورية اليومية وفي المناسبات الخاصة. يلاقي هذا المتحف إقبالا كبيرا من قبل الأولاد والسياح الأجانب. حيث يقدم المتحف برامج ثقافية متنوّعة للأطفال والمراهقين، بتأدية المناسبات التقليدية، وعروض وبإستمرار يعملوا على إضافة ميزّات جديدة ومعارض مميزة لتفادي الركود. ينقسم المتحف إلى 6 أجنحة وهي جناح لعصور ما قبل التاريخ وأجنحة للممالك الثلاث الكورية وجناح لـمملكة كايا وجناح لمملكة كوريو. ويحوي المتحف على عدة مناطق يمكن المشاهدة فيها (قاعة العروض التاريخية، قرية مصغرة) ومناطق يمكن للزائر المشاركة فيها (قاعة الأداء، سوق كورية التقليدي). ويقدم «ميدان الزفاف التقليدي» للزوار أسلوب الأعراس ومراسم الزواج التقليدية الكورية. بالإضافة إلى التراث، يقدم على الماسرح مسرحيات للأطفال وعروض رقص للشباب "Break Dance" كذلك مسرحيات موسيقية من مختلف العالم.

## مركز ألالعاب الرياضية
في مركز الألعاب الرياضية يمكنك الإستمتاع بالرياضية وقضاء وقت للراحة، بالسباحة في المياه، أو التزحلق على الجليد، لعب البولينغ، التبضع في سوق تجاري، زيارة معرض فني، أو مشاهدة فيلم في قاعة السينما. كما يوجد «نادي لوتي الصحي» وهو نادي خاص يمكن للأعضاء فيه التخلص من الإجهاد والقيام بالتمارين الرياضية. ويوفر النادي دوماً أحدث معدات الرياضة في العالم. يحتوي المركز أيضاً على عيادة صحية، مسار للركض، ملعب غولف داخلي مغلق، طاولات تنس وملاعب تنس كذلك. كما يوجد أيضاً في المبنى صالون حلاقة، حمام بخار (ساونا)، ومنطقة استراحة.

## المجمع التجاري والفندق
«مجمع وفندق لوتي» هو أحد أهم مراكز التسوق في كوريا. يحوي مركز التسوق على الكثير من المحلات الصغيرة المتخصصة محاطة ببعضها. المنطقة الوسطى المفتوحة بها ساحة تناول طعام كبيرة. الطاولات مرتبة حول المنطقة المفتوحة لكي يستطيع الناس مشاهدة التزلج بينما يتناولون الغداء. بل وحتى به متجر كبير غير خاضع للضريبة وذلك للسياح الأجانب.

## وصلات خارجية
- الموقع الرسمي (بالكورية)
- الموقع الرسمي (بالإنجليزية)